# Sebastian Thrun
Sebastian Thrun, född 14 maj 1967, är en innovatör, entreprenör-pedagog och datavetare från Tyskland. Han var VD och en av grundarna av Udacity. Thrun har även tidigare jobbat för Google och varit professor i datavetenskap vid Stanford University. När han jobbade på Google grundade han Google X (idag X). Thrun är för närvarande adjungerad professor vid Stanford University och vid Georgia Institute of Technology.